# Noah Gray
Noah Gray (Leominster, 30 aprile 1999) è un giocatore di football americano statunitense che milita nel ruolo di tight end per i Kansas City Chiefs della National Football League (NFL).

## Carriera

### Kansas City Chiefs
Gray al college giocò a football all'Università Duke. Fu scelto nel corso del quinto giro (162º assoluto) nel Draft NFL 2021 dai Kansas City Chiefs. Il 13 maggio 2021 Gray firmò il suo contratto da rookie con i Chiefs: un accordo quadriennale da 3,79 milioni di dollari comprensivi di un bonus alla firma di 313.000 dollari.
Segnò il suo primo touchdown in carriera, l'unico della sua stagione d'esordio, nella gara del decimo turno la vittoria 41-14 contro i Las  Vegas Raiders. La sua prima annata da professionista si chiuse con sette ricezioni per 36 yard in 16 presenze, una delle quali come titolare.
Nel 2022 Gray giocò tutte le partite della stagione regolare, otto come titolare, con 28 ricezioni per 299 yard e un touchdown. Il 12 febbraio 2023, nel Super Bowl LVII vinto contro i Philadelphia Eagles per 38-35, Gray mise a tabellino una ricezione da 6 yard su passaggio di Patrick Mahomes, conquistando il suo primo titolo.
Nel 2023 Gray giocò in tutte le 17 gare della stagione regolare, 10 come titolare, facendo 28 ricezioni per 305 yard e due touchdown. L'11 febbraio 2024 vinse il Super Bowl LVIII, secondo di fila, contro i San Francisco 49ers, gara in cui fece due ricezioni per 22 yard.
Il 5 settembre 2024 Gray firmò un'estensione contrattuale triennale con i Chiefs per 18 milioni di dollari, di cui 10,1 milioni garantiti alla firma.

## Statistiche

### Stagione regolare
| Stagione | Stagione | Stagione | Stagione | Ricezioni | Ricezioni | Ricezioni | Ricezioni | Ricezioni |     | Fumble | Fumble |
| Anno     | Squadra  | P        | PT       | Ricezioni | Ricezioni | Ricezioni | Ricezioni | Ricezioni |     | Fumble | Fumble |
| Anno     | Squadra  | P        | PT       | Ric       | Yard      | Media     | Max       | TD        | Fum | Persi  |        |
| -------- | -------- | -------- | -------- | --------- | --------- | --------- | --------- | --------- | --- | ------ | ------ |
| 2021     | KC       | 16       | 1        | 7         | 36        | 5,1       | 8         | 1         | 0   | 0      |        |
| 2022     | KC       | 17       | 8        | 28        | 299       | 17,6      | 27        | 1         | 0   | 0      |        |
| 2023     | KC       | 17       | 10       | 28        | 305       | 10,9      | 34        | 2         | 0   | 0      |        |
| Totale   | Totale   | 50       | 19       | 63        | 640       | 10,2      | 34        | 4         | 0   | 0      |        |

### Play-off
| Stagione | Stagione | Stagione | Stagione | Ricezioni | Ricezioni | Ricezioni | Ricezioni | Ricezioni |     | Fumble | Fumble |
| Anno     | Squadra  | P        | PT       | Ricezioni | Ricezioni | Ricezioni | Ricezioni | Ricezioni |     | Fumble | Fumble |
| Anno     | Squadra  | P        | PT       | Ric       | Yard      | Media     | Max       | TD        | Fum | Persi  |        |
| -------- | -------- | -------- | -------- | --------- | --------- | --------- | --------- | --------- | --- | ------ | ------ |
| 2021     | KC       | 3        | 0        | 2         | 14        | 7,0       | 8         | 0         | 0   | 0      |        |
| 2022     | KC       | 3        | 3        | 3         | 37        | 12,3      | 27        | 0         | 0   | 0      |        |
| 2023     | KC       | 4        | 2        | 8         | 66        | 8,3       | 20        | 0         | 0   | 0      |        |
| Totale   | Totale   | 10       | 5        | 13        | 117       | 9,0       | 27        | 0         | 0   | 0      |        |

Fonte: Football Database
In grassetto i record personali —      Vittoria nel Super Bowl

## Palmarès
- Super Bowl : 2

Kansas City Chiefs: LVII, LVIII
- American Football Conference Championship: 3

Kansas City Chiefs: 2022, 2023, 2024